# Found It
Found It er det tredje studiealbum fra den danske singer-songwriter Jacob Dinesen. Det udkom den 16. november 2018.
albummet modtog modtog fire ud af seks stjerner i musikmagasinet GAFFA.

## Spor
1. "Found It"
2. "The World Before My Feet"
3. "Kneel In The Valley"
4. "Beggar"
5. "Never Run"
6. "Into Your Arms"
7. "Take Her Away"
8. "I Know For Certain"
9. "Telephone"
10. "Search For You"
11. "Ordinary Guy"